# ホゼ・アグエイアス
ホゼ・アグエイアス(José Argüelles、本名ジョセフ・アンソニー・アグエイアス　1939年1月24日 - 2011年3月23日)は、アメリカ生まれのニューエイジ思想家・オカルティスト、カウンターカルチャー・サイケデリック文化の活動家、美術史教師。マヤ暦に意味を求めた思想家・オカルティストの中で最も大きな影響力があった。アメリカのニューエイジの諸思想に影響を受け、マヤ文明のパカル王を人類を進化させた「銀河のマスター」と考えてパカル・ヴォタンと呼び、1987年に『マヤン・ファクター』を出版し、2012年に人類に転機が訪れると明言した。宗教学者の大田俊寛によると、彼の思想の背景には近代神智学に由来する霊性進化論があり、二元論・陰謀論・終末論に帰着した。チベット仏教の身体論を取り入れており、マヤ文明の歴史観と融合している。
彼のマヤ暦研究は独自の解釈がかなり入っていると言われるが、支持者たちは彼を「マヤ暦研究の第一人者」と考えている。支持者によると、「ホゼ・アグエイアス（ヴァルム・ヴォタン）は、銀河マスターであり、宇宙のメッセンジャーであり、次元間のアヴァター（化身）であり、人間の形をしたET（地球外生命体）である」という。アグエイアスが考案した暦が、「ドリームスペル暦（英：Dreamspell、ハーモニック・インデックス）」「13の月の暦」「コズミック・ダイアリー」の名称で普及・販売されている。マヤの叡智に基づくとされており、正しいマヤ暦と信じる人も多いが、異なる暦である。

## 思想
魚座の時代から水瓶座の時代への転換が近い将来起こると主張し、ニューエイジに大きな影響を与えた神智学徒・占星術師のアリス・ベイリーと、その弟子でニーチェの超人思想に心酔し、新しい文明の基盤となる「シード・グループ（種となる人々）」を作らなければならないと主張したデーン・ルディアから、歴史の周期説や大規模なパラダイムシフト、アセンション（次元上昇）という考えを取り入れたとみられる。占星術研究家の鏡リュウジと占い師のSugarは、「次元上昇」思想のルーツは神智学にあり、さらにプロティノスの新プラトン主義に遡ると述べている。
薬物のLSDの体験からチベット仏教にあこがれ、アメリカで「金剛界センター」という瞑想道場を開いたチョギャム・トゥルンパをグルと仰いで修行を行った。アメリカのサイケデリック文化の中心人物の一人で、アグエイアス同様オルダス・ハクスリーの『知覚の扉』（1954年）に大きく影響され、神秘体験を求めてLSDや幻覚植物を試したテレンス・マッケナの影響も受けている。彼は中国の易経を独自に解釈し、2012年12月12日に地球に大異変が起こると考えた。
「マヤ」は地域的・歴史的に限定されたものではなく、宇宙的・銀河的なもので、インド哲学やギリシャ神話の中にもあり、その科学体系は中国の『易経』やギリシャのピタゴラス派の哲学、現代の量子力学や遺伝学とも一致するとした。宇宙は一定周期の「調和（ハーモニック）」から成りたち、マヤの科学はその普遍的法則を明らかにしていると主張した。
神智学系のシェア・インターナショナルやニューエイジの騎手シャーリー・マクレーンなどと同様に、アグエイアスは超自然的存在の介入を現実のものと考えている。マヤ文明の創造者は「銀河のマスター」たちで、彼らが地球上に進化の種を植え付け、512年周期で銀河から地球に進化を促すビーム照射したことで生命は進化したとしている。UFOは「スペースブラザーズ」（宇宙の兄弟たち）であり、彼らは核の使用で乱れた地球の波長を整えるため現れていたという。マヤのパカル王は宇宙的存在で、銀河のマスターの一人であり、その石棺に描かれた彫刻は、腹部の「太陽神経叢」のチャクラを共振させて宇宙と交信する姿であるとした。
人類がマヤの予言に耳を傾ければ、2012年を境に人類は「ホモ・サピエンス」の段階を超えて高次元（精神圏、ヌースフィア）の新たな生物種に進化し（「ケツァルコアトルの回帰」と呼ぶ）、「アハウ・キネス（太陽の主たち）」という人間の精神に秘められた要素・能力が開花するという。新たな生物種で構成される世界「シャンバラ」では、政治や経済は「太陽・惑星問題協議会」という組織が一手に引き受け、古い軍事組織は廃止され、生産と分配が平等に行われるようになると考えた。また、芸術や音楽を重視した教育によって、超能力やチャネリングなどの超常的な力をだれでも持つようになり、高次元の存在と交信できるようになるという。新しい時代になると、人間の身体は7つのチャクラが覚醒し、マヤ暦に示された神聖な波長と共鳴するとしている。テレパシー能力が備わることで、地球上の生物は霊化すると考えている。
人類が高次元への進化に失敗した場合について、ハルマゲドンを描いた新約聖書の『ヨハネの黙示録』に基づいて論じ、大惨事が起こり、地球が粉々になる可能性もあるとした。
グレゴリオ暦を反自然的な時間で人類を奴隷化するとみなし、世界的に使用される暦をグレゴリオ暦から、自作の「マヤの叡智に基づく十三の月からなる暦」であるというドリームスペル暦（ハーモニック・インデックス）に変更すべきと考え活動した。アグエイアスによると、ドリームスペル暦の目的は次のものである。
- アグエイアスが銀河系を支配すると考える神フナブ・クーの霊的な力に人々を調律し、人間を「銀河の根源」に同調させること[21]。
- 「時は金なり」から「時は芸術なり」という考えに人間を転向させ、創造性を広げること。

この暦では、28日は「宇宙の影響を受ける、地球生物圏の普遍的なサイクル」「有機的秩序の周期」であると考え、1か月を28日とする。1年を13か月として、それに1日足して1年とする。「13の月の暦」はこれに、260日周期のマヤの神官たちが神事に使っていた神聖暦ツォルキンを組み合わせた暦とされる。13の「銀河の音」と20の「太陽の紋章」からなる260日（260キン）周期の暦を「銀河スピン」と呼び、四次元パターンに基づくと考える。支持者は暦の自分の誕生日から、「銀河の音」と「太陽の紋章」を組み合わせた「銀河の署名」を持つ。これを持つことで、銀河の通路（誕生日の日付）に同一化し、「＜ドリームスペル＞のお告げ」を知りそれを理解し、ホロンを活性化する「惑星キン」になるとされる。中国の易も取り入れられている。彼の暦に対しては、本物のマヤ暦を求める人々を彼のファンタジーに巻き込んだという批判もある。鏡リュウジは、彼の著作は「直観と連想と、数学的なパッチワーク」が入り混じっており、典拠には易などもありマヤに還元できない「マヤっぽい」ものであると評している。
世界はG7（先進7ヵ国蔵相会議）に支配されており、G7はヨハネの黙示録における「7つの頭を持つ獣」であると考えた。彼らは金融政策や電子メディアを操って社会を支配し、その活動で世界は破滅に向かっていると主張した。
マヤ暦を根拠とする「2012年終末論」は世界中に広まったが、大田俊寛は、そもそもマヤ暦は循環暦であり、暦が終われば次の周期が繰り返されるだけであると指摘している。

## 略歴
1939年にメキシコ人の父とドイツ系アメリカ人の母のもとに、双子の弟とともにアメリカで生まれ、アメリカで育った。幼少期の父の職は安定せず、メキシコ系移民の学校で差別を受けることがあったが、彼ら兄弟の学校の成績は良く、家庭では芸術や音楽に親しんで育った。14歳の時に父の生地メキシコに行き、ティオティワカンを訪れて霊感に打たれ、この都市を設計した先人たちの叡智を取り戻し、宇宙に調和をもたらしたいと思うようになる。シカゴ大学で美術史を専攻し、ロシアの神秘思想家ピョートル・ウスペンスキー『ターシャム・オルガヌム』の多次元宇宙論に感動し、オルダス・ハクスリーやティモシー・リアリーに影響を受けて薬物のLSD を試し、新プラトン主義のプロティノスが述べた「神との合一」を思わせるような体験をする。芸術史と審美学の哲学博士号を取得。プリンストン大学、カリフォルニア大学デイヴィス校やサンフランシスコ州立大学などで教えたが、アカデミックな研究者というよりカウンターカルチャーやサイケデリック文化の活動家として過ごす。大学で意識変革を目指すイベントを開催し、イベントは成功したが、大学から危険視されて職を追われた。
二度結婚し、最初の妻は作家・芸術家のミリアン・タルコフ（Miriam Tarcov）で、二人の子供がいた。2番目の妻はロイディーン・ブリ（Lloydine Burri）。
1987年に「マヤの宇宙的叡智を結集した書物」として『マヤン・ファクター』を出版し、2012年に人類に転機が訪れると明言。以降、ニューエイジではマヤ暦と2012年が結びつき、マヤ暦を根拠とする2012年人類滅亡説も流行した。1987年8月16日・17日に14万4000人が「目覚めた太陽の踊り子」としてマヤの予言に耳を傾ければ、人類は2012年に向けた進化・高次元文明への道に進むことができると考え、「ハーモニック・コンバージェンス（調波収束）」というイベントを開催した。14万4000人以上がイベントに加わり、シャーリー・マクレーンなどの著名人も参加した。鏡リュウジは、スピリチュアル系でのマヤ暦やアセンションブームはこのイベントからではないかと述べている。
アグエイアスはイベントの成功に喜んだが、直後に息子を亡くして悲しみ、またイベントによって社会が変わった様子もなく、失望を感じた。瞑想状態で息子の霊と話すようになり、1993年にはパカル王から代理として「預言者」の役を与えるというメッセージを受け取ったと考えた。人類が高次元へ進化するために、世界的に使用される暦をグレゴリオ暦から自作の「マヤの叡智に基づく十三の月からなる暦」に変更することが必要であると考え、暦（とそれに伴う平和運動・平和計画）の提唱・普及の活動を始め、各国の首脳やローマ教皇に暦を直ぐに替えるよう働きかけた。暦変更のために、2000年に「時間の法則財団」（Foundation for the Law of Time）という組織を作った。
2011年5月に、予言の2012年を見ることなく72歳で死去した。
研究によりマヤ暦の終わりは2011年に早まったが、特に何も起こらなかったため、スピリチュアル系でのアセンションブームは下火になっていった。

## 主な著作
- Mandala. José Argüelles; Miriam Arguelles (1972) Shambhala Publications.
  - 『マンダラ』ホセ＆ミリアム・アーグエイエス著、中村正明訳、青土社、2006年、ISBN 978-4791762613
- The Transformative Vision: Reflections on the Nature and History of Human Expression. (1975) Shambhala Publications.
- The Mayan Factor: Path Beyond Technology. (1987) Inner Traditions.
  - 『マヤン・ファクター―テクノロジーを超えた道』高橋徹訳、滝元隆伸監訳、ヴォイス、1999年、ISBN 978-4900550094
  - 『マヤン・ファクター 新版―2012年の真実（リアリティ）』柳瀬宏秀訳、福井久美子訳、柳瀬宏秀監修、三五館、2008年、ISBN 978-4883204441
- Earth Ascending: An Illustrated Treatise on the Law Governing Whole Systems. (1984) Inner Traditions.
- Surfers of the Zuvuya: Tales of Interdimensional Travel. (1989) Inner Traditions.
  - 『時空のサーファー』住倉良樹訳、椎原美樹訳、高橋徹監訳、モデラート、2005年、ISBN 978-4944202218
- The Arcturus Probe: Tales and Reports of an Ongoing Investigation. (1996) Light Technology Publishing.
  - 『アルクトゥルス・プローブ―銀河連盟と現在進行中の調査、及びその物語』高橋徹訳、たま出版、1996年、ISBN 978-4884814762
- The Call of Pacal Votan: Time is the Fourth Dimension. (1996) Altea Publishing.
- 『「新しい時間」の発見 甦るマヤの預言―人類はなぜ“偽りの時間”の中にいるのか』ホゼ＆ロイディーン・アグエイアス著、高橋徹訳、風雲社、1997年、ISBN 978-4938939045
- Time and the Technosphere: The Law of Time in Human Affairs (2002) Inner Traditions.
- Cosmic History Chronicles Volume 1 : Book of the Throne. José Argüelles/Valum Votan; Stephanie South/Red Queen (2005) Law of Time Press.
- Cosmic History Chronicles Volume 2 : Book of the Avatar. José Argüelles/Valum Votan; Stephanie South/Red Queen (2006) Law of Time Press.
- Cosmic History Chronicles Volume 3 : Book of the Mystery. José Argüelles/Valum Votan; Stephanie South/Red Queen (2007) Law of Time Press.
- Cosmic History Chronicles Volume 4 : Book of the Initiation. José Argüelles/Valum Votan; Stephanie South/Red Queen (2008) Law of Time Press.
- Cosmic History Chronicles Volume 5 : Book of the Timespace. José Argüelles/Valum Votan; Stephanie South/Red Queen (2009) Law of Time Press.
- Cosmic History Chronicles Volume 6 : Book of the Transcendence. José Argüelles/Valum Votan; Stephanie South/Red Queen (2010) Law of Time Press.
- Cosmic History Chronicles Volume 7 : Book of the Cube. José Argüelles/Valum Votan; Stephanie South/Red Queen (2011) Law of Time Press.
- Manifesto for the Noosphere: The Next Stage in the Evolution of Human Consciousness (2011) North Atlantic Books.